# NGC 947
NGC 947 (другие обозначения — ESO 545-21, MCG -3-7-22, IRAS02262-1915, PGC 9420) — спиральная галактика с перемычкой (SBc) в созвездии Кит. Открыта Джоном Гершелем в 1835 году. Описание Дрейера: «довольно яркий, вытянутый объект, более яркий в середине».
Галактика достаточно сильно удалена от центра Сверхскопления Персея-Рыб, однако лучевая скорость и красное смещение говорят о том, что  галактика вероятно относится к нему.
Этот объект входит в число перечисленных в оригинальной редакции «Нового общего каталога».